# Al Maflahy (huyện)
Huyện Al Maflahy là một huyện thuộc tỉnh Lahij, Yemen. Đến thời điểm năm 2003, huyện này có dân số 38524 người